# 最手
最手（ほて）は、大相撲における嘗ての番付。

## 概要
最手は、現在の横綱に相当すると言われる。横綱が初めて登場したのは江戸時代に活躍した谷風梶之助・小野川喜三郎である。彼らは吉田司家より免許を受けた史上初の正式な横綱である。吉田司家は、彼ら2人にのみ横綱免許を許し、以降はどんなに強い力士が現れても横綱免許を許すつもりは無かった。当時は大関が最強力士であったため、横綱は「大関の中の最強力士」と認識されており、名誉称号的なものであった。それ以前は日下開山が現在の横綱に相当する称号であった。即ち、最手は現在の横綱に当たると共に、大関にも当たるため、どちらに当たるのかは明確にすることは出来ないが、あえていうなら横綱としての根拠が出てきたのが江戸時代に入ってからであることを考慮する限り、大関に当たるものとして扱うのが適切であろう。